# Ogród (film 1995)
Ogród (słow. Záhrada) – slowacko-francuski komediodramat z 1995 roku w reżyserii Martina Šulíka.

## Obsada
- Marián Labuda jako Ojciec Jakuba
- Roman Luknár jako Jakub
- Zuzana Šulajová jako Helena
- Katarína Vrzalová jako Matka Heleny
- Jana Švandová jako Tereza
- Dušan Trančík jako Mąż Terezy
- Ján Melkovič jako Święty Benedykt
- Stanislav Štepka jako Jean-Jacques Rousseau

## Produkcja
Zdjęcia kręcono w Myjavie (kraj trenczyński).